# 67号加利福尼亚州州道
67号加利福尼亚州州道（英語：California State Route 67, SR 67）是位于圣迭戈县的一条南北方向的州级公路。该公路从埃尔卡洪附近的8号州际公路分出，前往波威，全长24.38英里。